# Chris Candido
Chris Candido, geboren als Christopher Raul Candito (Spring Lake (New Jersey), 21 maart 1972 - Matawan, 28 april 2005) was een Amerikaans professioneel worstelaar.
Candido was als worstelaar bekend in de Extreme Championship Wrestling (ECW), National Wrestling Alliance (NWA), World Championship Wrestling (WCW) en de World Wrestling Federation (WWF). Zijn bekendste rol was in de WWF waar hij onder zijn ringnaam Skip samen met Zip en Sunny, Candido's vriendin en valet, leden waren van het tag team The Bodydonnas.

## Biografie
Candito was de kleinzoon van "Popeye" Chuck Richards, een worstelaar in de World Wide Wrestling Federation (WWWF). Hij begon op zijn 14-jarige leeftijd te trainen met Larry Sharpe en worstelde voor Sharpes World Wrestling Association. Later veranderde hij zijn ringnaam en begon met zijn alternatieve ringnaam Candido.
Tijdens zijn hoge schoolperiode ontmoette hij Tammy Lynn Sytch en deze twee begonnen een lange relatie. Sytch werd later in de worstelwereld zijn valet.
In de vroege jaren 1990 worstelde Candido voor Eastern Championship Wrestling (later Extreme Championship Wrestling). In ECW werd Candido samen Johnny Hotbody en Chris Michaels lid van "The Suicide Blonds", een worstelteam, en wonnen twee keer het ECW World Tag Team Championship. Later werd het ECW World Tag Team Championship, na de tweede regeerperiode, vrijgesteld nadat Candido de ECW verliet.
In 1994 ging Candido worstelen voor de National Wrestling Alliance (NWA). Op 19 november 1994 won Candido het 10-man toernooi voor het NWA World Heavyweight Championship. Candido won onder andere van Al Snow, Dirty White Boy en Tracy Smothersen.

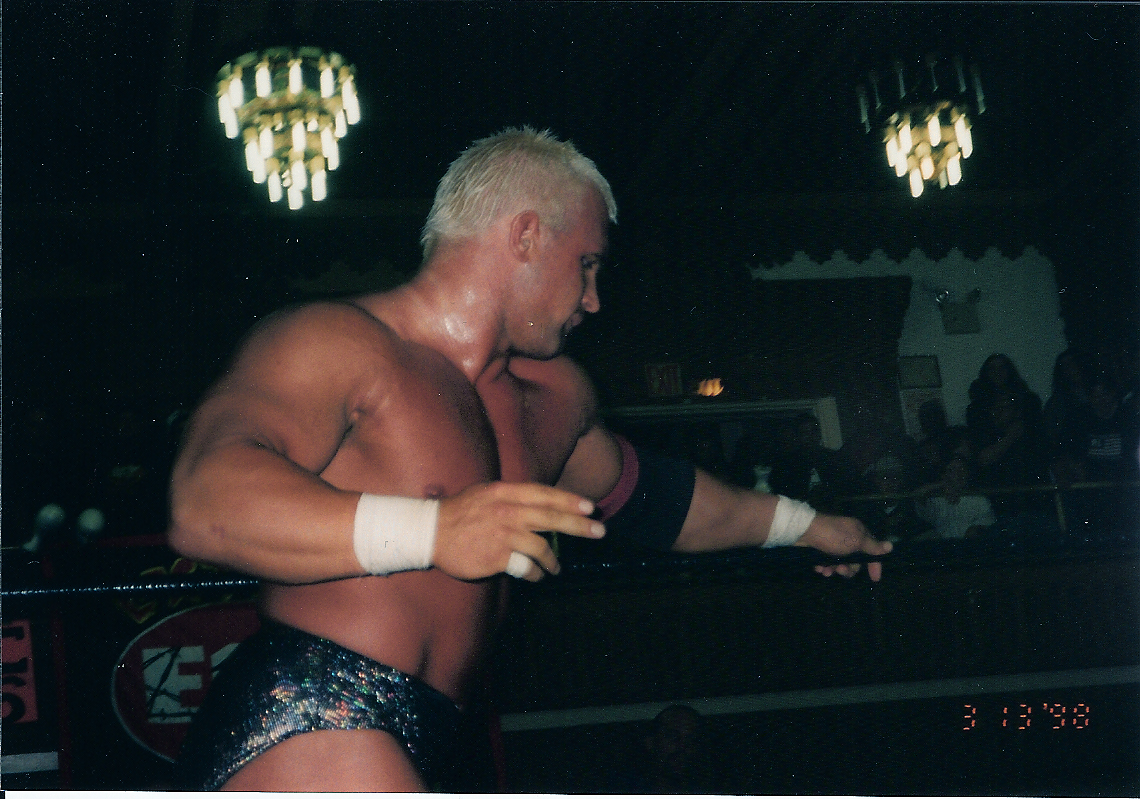
Candido in 1998 op ECW

Twee jaar later, in 1996, tekenden Candido en zijn vriendin Sytch een contract voor de World Wrestling Federation (WWF). In WWF werden de ringnamen van Candido en Sytch veranderd in Skip en Sunny. Beiden kregen van de WWF de rol als fitness fanaten en er werd ook een team opgericht: The Bodydonnas. Op 31 maart 1996 won Candido met Zip het WWF Tag Team Championship van het team The Godwinns in een toernooifinale.
In 1997 verliet Candido de WWF en keerde terug naar de ECW. Tussen 1997 en 1998 won hij samen met zijn oude rivaal Lance Storm 1 keer het ECW Tag Team Championship. Ze behielden de titel voor zes maanden tot ze hun titel moest afstaan aan het duo Sabu en Rob Van Dam.
In 2000 ging Candido voor World Championship Wrestling (WCW) worstelen, waar hij 1 keer het WCW Cruiserweight Championship won. Later verliet Candido samen met Sytch de WCW, nadat Sytch problemen kreeg met Kimberly Page.
In januari 2005 debuteerde Candido in de Total Nonstop Action Wrestling (TNA). Hij bleef worstelen in TNA tot zijn dood. Hij overleed op 28 april 2005 aan de gevolgen van een longontsteking.

## In worstelen
- Finishers
  - Blonde Bombshell (Superbomb)
  - Diving headbutt
  - New Jersey Jam (Diving leg drop)

- Signature moves
  - Delayed vertical suplex
  - Reverse piledriver
  - Super frankensteiner
  - Superplex

- Managers
  - Sunny/Tammy

- Worstelaars waarvan Candido manager was
  - The Naturals (Andy Douglas & Chase Stevens)

- Bijnamen
  - "Hard Knox"
  - "Mr. Charisma"
  - "The Suicide Blond"
  - "No Gimmicks Needed"

## Prestaties
- Extreme Championship Wrestling
  - ECW World Tag Team Championship (3 keer; 2x met Johnny Hotbody & Chris Michaels en 1x met Lance Storm)
  - Hardcore Hall of Fame (2009)

- Legacy Wrestling Enterprises
  - LWE World Heavyweight Championship (1 keer)

- Mid-American Wrestling
  - MAW Heavyweight Championship (1 keer)

- National Wrestling Alliance
  - NWA New Jersey Heavyweight Championship (1 keer)
  - NWA World Heavyweight Championship (1 keer)

- NWA Midwest
  - NWA Midwest Heavyweight Championship (1 keer)

- Pro Wrestling Illustrated
  - PWI Most Inspirational Wrestler of the Year (2005)

- Smoky Mountain Wrestling
  - SMW Beat the Champ Television Championship (2 keer)
  - SMW Heavyweight Championship (1 keer)
  - SMW Tag Team Championship (2 keer met Brian Lee)
  - SMW United States Junior Heavyweight Championship (3 keer)

- United States Extreme Wrestling
  - USEW United States Heavyweight Championship (3 keer)

- USA Pro Wrestling
  - USA Pro United States Championship (1 keer)

- World Championship Wrestling
  - WCW Cruiserweight Championship (1 keer)

- World Wrestling Council
  - WWC World Television Championship (1 time)

- World Wrestling Federation
  - WWF Tag Team Championship (1 keer met Zip)

- Xtreme Pro Wrestling
  - XPW World Heavyweight Championship (1 keer)

- Wrestling Observer Newsletter awards
  - Most Underrated Wrestler (1995)